# فرط الإلعاب
فَرْطُ الإِلْعاب هو زيادة في كمية إفراز اللعاب من الفم. والتي قد تكون ناجمة أيضًا عن انخفاض تصريف اللعاب.
يمكن أن يساهم فرط الإلعاب في سيلان اللعاب إذا كان هناك عدم القدرة على إبقاء الفم مغلقًا أو صعوبة في ابتلاع اللعاب الزائد (عسر البلع)، مما قد يؤدي إلى البصق المفرط.
غالبًا ما يسبق فرط الإلعاب التقيؤ مترافقًا مع الغثيان (شعور بالحاجة إلى القيء).

## الأسباب

### إنتاج مفرط
تشمل الحالات التي يمكن أن تسبب الإفراط في إنتاج اللعاب ما يلي:
- داء الكلب
- البلاجرا (نقص النياسين أو فيتامين ب 3)[4]
- الارتجاع المعدي المريئي، (والتي تسبب عادةً «حرقة الفؤاد») في مثل هذه الحالات يتميز اللعاب السائل بطعم حامض في الفم أو بدون طعم[5]
- شلل المعدة (الأعراض الرئيسية هي الغثيان والقيء والارتجاع)
- الحمل
- الإفراط في تناول النشا
- القلق (علامة شائعة لقلق الانفصال عند الكلاب)
- التهاب البنكرياس
- أمراض الكبد
- متلازمة السيروتونين
- قرحة الفم[بحاجة لمصدر]
- التهابات الفم
- متلازمة شوغرن (أحد الأعراض المبكرة لدى بعض المرضى)[6]

تشمل الأدوية التي يمكن أن تسبب فرط إفراز اللعاب ما يلي:
- أريبيبرازول
- كلوزابين
- بيلوكاربين
- الكيتامين
- كلورات البوتاسيوم
- ريسبيريدون
- بيريدوستيغمين

تشمل المواد التي يمكن أن تسبب فرط الإلعاب:
- الزئبق
- النحاس
- الفوسفات العضوي (مبيد حشري)
- الزرنيخ
- النيكوتين
- الثاليوم

### انخفاض التصريف
تشمل أسباب انخفاض تصريف اللعاب ما يلي:
- التهابات مثل التهاب اللوزتين والخراجات خلف البلعوم وخراج مجاورات اللوزة والتهاب لسان المزمار والنكاف.
- مشاكل في الفك مثل الكسر أو الخلع
- العلاج الإشعاعي
- الاضطرابات العصبية مثل التصلب الجانبي الضموري والوهن العضلي الوبيل ومرض باركنسون والضمور الجهازي المتعدد وداء الكلب والشلل البصلي وشلل العصب الوجهي الثنائي وشلل العصب تحت اللسان.

## العلاج
يتم علاج اللعاب على النحو الأمثل من خلال علاج أو تجنب السبب الأساسي. قد يكون لغسول الفم وتنظيف الأسنان آثار تجفيفة على اللعاب.
في مرافق الرعاية الملطفة، يمكن اعتبار الكولين والعقاقير المماثلة التي من شأنها أن تقلل عادة إنتاج اللعاب مسببةً جفاف الفم لمعالجة الأعراض: سكوبولامين، الأتروبين، بروبانثيلين، هيوسين، أميتريبتيلين، غليكوبيرولات.
اعتبارًا من عام 2008، من غير الواضح ما إذا كان الدواء للأشخاص الذين لديهم فرط الإلعاب بسبب علاج كلوزابين مفيدًا.